# Hohenmoor
Hohenmoor ist ein Ortsteil der Gemeinde Asendorf im niedersächsischen Landkreis Diepholz.

## Geographie und Verkehrsanbindung
Der Ort liegt südwestlich des Kernortes Asendorf an der Kreisstraße K 14. Die B 6 verläuft östlich, die Siede, ein  linksseitiger Nebenfluss der Großen Aue, fließt westlich.

## Sehenswürdigkeiten
In der Liste der Baudenkmale in Asendorf sind für Hohenmoor drei Baudenkmale aufgeführt:
- ein Wohn-/Wirtschaftsgebäude und ein Stall (Eschenhorst 4)
- ein Wohn-/Wirtschaftsgebäude (Bremer Straße 7)